# Glauchau
Glauchau (pronunciación en alemán: /ˈɡlaʊ̯xaʊ̯/ⓘ) es una ciudad alemana en el estado federado de Sajonia cerca de la ciudad de Chemnitz, con una población a 31 de diciembre de 2007 de 25.357 habitantes

## Historia

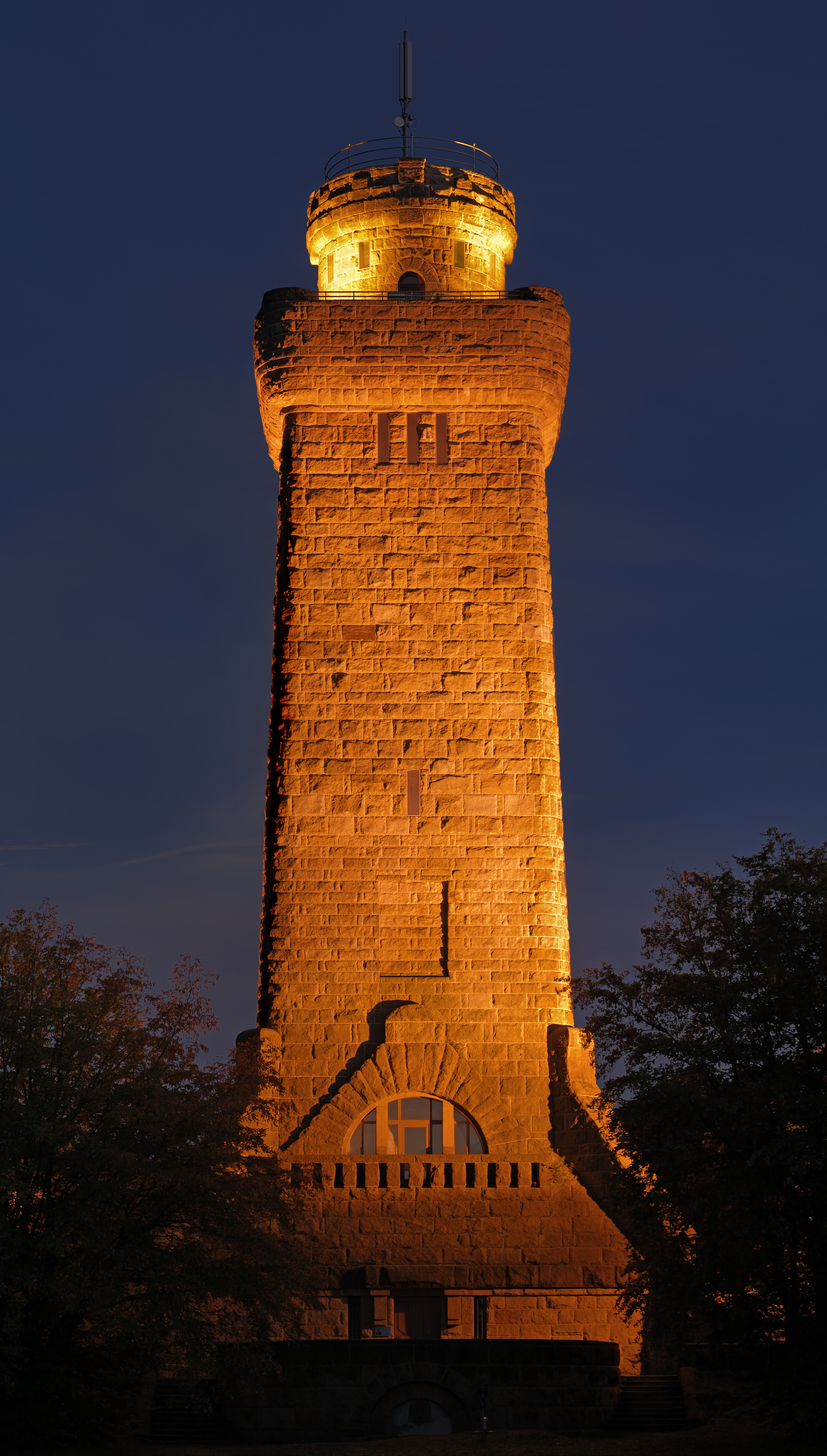

Fue fundada por sorbios y wendos.

## Ciudades hermanadas
- Lynchburg (Virginia)
- Iserlohn en 1991